# منتخب إسبانيا لسباعيات الرغبي للسيدات
منتخب إسبانيا الوطني لسباعيات الرغبي للسيدات (بالإسبانية: Selección femenina de rugby 7 de España)‏ هو ممثل إسبانيا الرسمي في المنافسات الدولية في سباعيات الرغبي للسيدات.